# Seven Guitars
Seven Guitars è un'opera teatrale del drammaturgo statunitense August Wilson, portata al debutto a Chicago nel 1995. Il dramma, il settimo del "Ciclo di Pittsburgh" ottenne una candidatura al Premio Pulitzer per la drammaturgia e Wilson continuò ad esplorare alcuni personaggi della pièce nella sua opera successiva King Hedley II.

## Trama
Pittsburgh, anni 40. Il cantante Blues Floyd "Schoolboy" Barton è stato appena rilasciato di prigione quando firma un contratto discografico dopo aver scoperto che un singolo inciso mesi prima è diventato un successo. Dopo un anno di guai giudiziari, Floyd si sente pronto a raddrizzare i propri torti e torna a Chicago con la sua nuova filosofia di vita. 

## Riconoscimenti
- 1996 - Drama Desk Award
  - Candidatura alla migliore opera teatrale
  - Candidatura al miglior attore non protagonista in un'opera teatrale per Roger Robinson
  - Candidatura alla miglior attrice non protagonista in un'opera teatrale per Viola Davis
  - Miglior scenografia di un'opera teatrale per Scott Bradley
  - Candidatura alla miglior regia di un'opera teatrale per Lloyd Richards
- 1996 - New York Drama Critics' Circle
  - Migliore opera teatrale
- 1996 - Premio Pulitzer
  - Candidatura al Premio Pulitzer per la drammaturgia
- 1996 - Tony Award
  - Candidatura alla migliore opera teatrale
  - Miglior attore non protagonista in un'opera teatrale per Ruben Santiago-Hudson
  - Candidatura al miglior attore non protagonista in un'opera teatrale per Roger Robinson
  - Candidatura alla miglior attrice non protagonista in un'opera teatrale per Viola Davis
  - Candidatura alla miglior scenografia di un'opera teatrale per Scott Bradley
  - Candidatura alla miglior regia di un'opera teatrale per Lloyd Richards
  - Candidatura al miglior lighting design per Christopher Akerlind